# Peter Pond
Peter Pond (Milford, Connecticut, 18 janvier 1740 - Milford, 6 mars 1807) est un explorateur et cartographe américain.

## Biographie
Engagé dans l'armée, il entre dans la compagnie de la baie d'Hudson et se lance ensuite dans le commerce des fourrures avec les frères Frobisher, Alexander Henry et Simon McTavish. Il fonde alors avec eux la Compagnie du Nord-Ouest, concurrente directe de la Compagnie de la baie d'Hudson et le Beaver Club. 
Pendant l'hiver 1776, il installe un poste à la jonction entre la Saskatchewan et la Sturgeon, près de l'actuelle ville de Prince Albert. 
En 1783, il explore la région de lac Athabasca et découvre le Grand lac des Esclaves et le lac du Grand Ours. Il prend alors de nombreuses notes qui permettront de dresser une carte de la zone. Il réclame alors, à partir de cette carte, de l'aide au gouvernement britannique, mais, impliqué dans un double meurtre, cette aide lui est refusée et il est alors remplacé par Alexander Mackenzie. Il est un des dix-neuf membres fondateurs du Beaver Club en 1785.

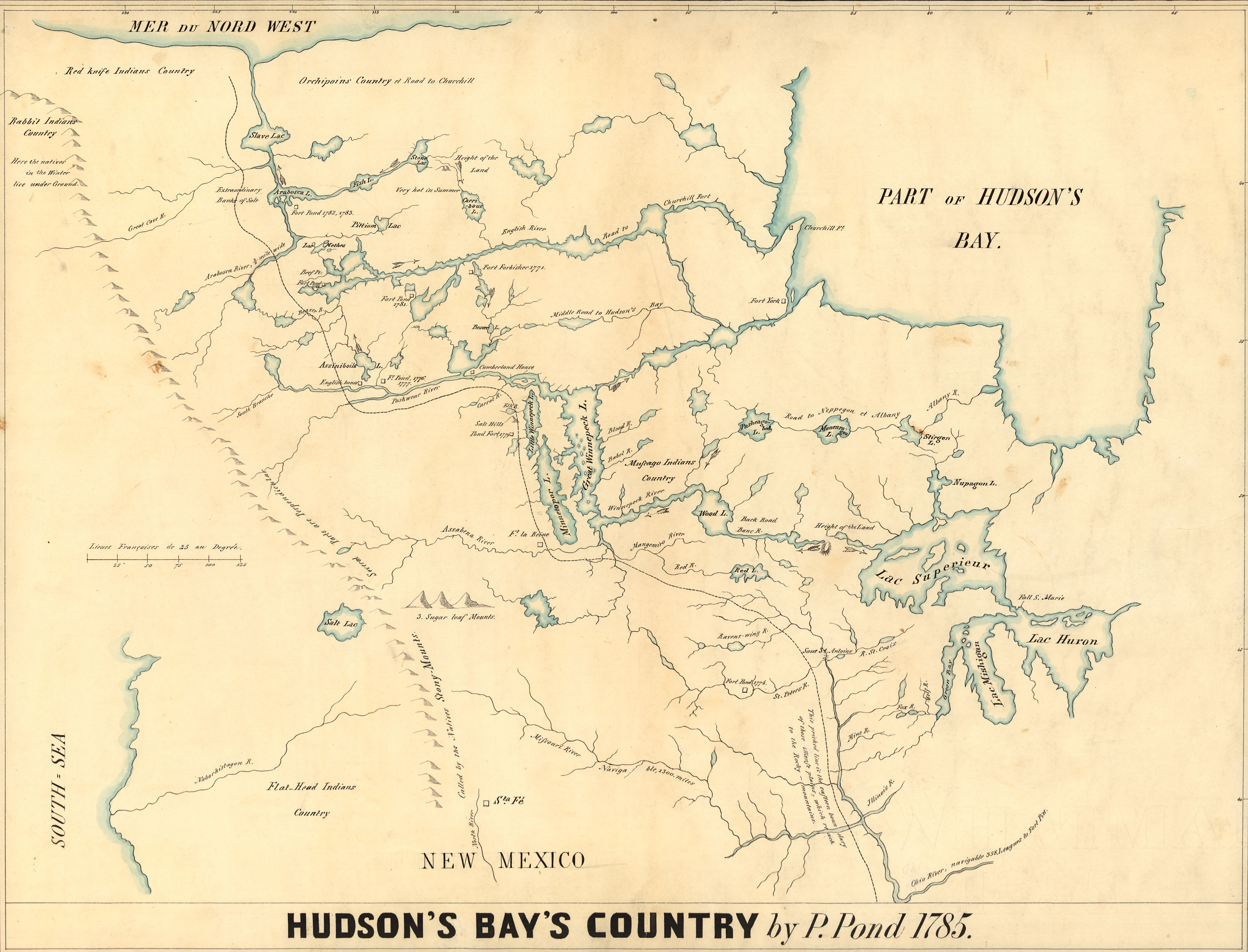
Carte de l'Hudson par Peter Pond, 1785

Fondateur de Fort Chipewyan (1788), en 1790, il revend ses parts de la Compagnie du Nord-Ouest à William McGillivray et retourne à Milford où il finit sa vie.